# راوشنبرگ، هسن
شهر راوشنبرگ (به آلمانی: Rauschenberg) در ایالت هسن در کشور آلمان واقع شده است.